# 亚硝酸钙
亚硝酸钙是一种无机化合物，化学式为Ca(NO2)2，有毒。它有许多应用，如防冻剂、防锈剂和洗涤重油。它可由Ca(NO2)2·Ca(OH)2复盐溶于水制备。

## 性质
在室温下，亚硝酸钙是无臭的白色至浅黄色的粉末，可溶于水，密度为2.26 g/cm3，熔点为390 °C。它在常温下是稳定的。它有强氧化性。